# Listen to the Music
"Listen to the Music" is een nummer van de Amerikaanse band The Doobie Brothers. Het nummer werd uitgebracht op hun album Toulouse Street uit juli 1972. Op 19 juli dat jaar werd het nummer eerst in de VS en Canada uitgebracht als de eerste single van het album. Op 15 september volgden Europa, Australië en Nieuw-Zeeland. In 1989 werd het nummer op cd-single uitgebracht.

## Achtergrond
"Listen to the Music" is geschreven door zanger en gitarist Tom Johnston, die het omschreef als een vraag naar wereldvrede: "De akkoorden van het nummer deden me denken aan iets positiefs, dus de tekst kwam uit een soort utopisch idee dat als de leiders van de wereld samen zouden komen op een of andere grasheuvel en ofwel genoeg dope rookten of gewoon zitten en luisteren naar muziek en alle andere onzin vergeten, de wereld een betere plaats zou zijn. Het was erg utopisch en erg onrealistisch. Op dat moment leek het een goed idee." Het enige deel van het nummer dat niet door Johnston wordt gezongen is de brug; deze neemt gitarist en achtergrondzanger Patrick Simmons voor zijn rekening.
In de studio-opname van het nummer werden er een banjo en een flangereffect gebruikt, welke te horen zijn van de brug tot het einde. Het nummer werd op 19 juli 1972 eerst in de VS en Canada uitgebracht als single en werd de eerste grote hit van de Doobie Brothers; de plaat piekte in thuisland de VS op de 11e positie in de Billboard Hot 100. In Canada werd de 3e positie behaald, Australië de 50e, Ierland de 23e en in het Verenigd Koninkrijk de 29e positie in de UK Singles Chart.
In Nederland werd de plaat op zaterdag 21 oktober 1972 door de omroepen verkozen tot de 86e Troetelschijf van de week op Hilversum 3 en werd een hit. De plaat bereikte destijds de 7e positie in de publieke hitlijst; de Daverende Dertig / Hilversum 3 Top 30 en de 12e positie in de Veronica Top 40 op Radio Veronica.
In België bereikte de plaat de 27e positie in de voorloper van de Vlaamse Ultratop 50 en de 21e positie in de Vlaamse Radio 2 Top 30.  In Wallonië werd géén notering behaald.
In februari 1975 werd het nummer opnieuw op single uitgebracht in Nederland en België (Vlaanderen) en werd in Nederland een radiohit in de destijds twee landelijke hitlijsten op de nationale publieke popzender Hilversum 3, waarbij de plaat in de Nederlandse Top 40 (destijds bij de TROS op de befaamde TROS donderdag op Hilversum 3) ditmaal piekte op de 8e positie en op zaterdag 15 maart 1975 de 15e positie behaalde in de publieke hitlijst bij destijds de NOS; de Nationale Hitparade.
In België bereikte de plaat de 27e positie in de voorloper van de Vlaamse Ultratop 50 en op zaterdag 15 maart 1975 de 15e positie in de Vlaamse Radio 2 Top 30. In Wallonië werd wederom géén notering behaald.
De band kwam destijds naar Nederland voor twee concerten in de Jaap Edenhal in Amsterdam op 28 en 29 januari 1975 en op vrijdag 7 februari 1975 (de uitzending werd op zaterdag 8 februari 1975 uitgezonden) in Hilversum voor de opnames van het optreden voor het popprogramma op televisie AVRO's Toppop met toenmalig AVRO Hilversum 3 dj Ad Visser en danseres Penney de Jager.
Sinds de allereerste editie in december 1999 staat de plaat onafgebroken genoteerd in de jaarlijkse NPO Radio 2 Top 2000 van de Nederlandse publieke radiozender NPO Radio 2, met als hoogste notering een 361e positie in 2002.

## Live-uitvoeringen zonder Tom Johnston
"Listen to the Music" is een populair nummer van de band tijdens live-optredens en is vaak het laatste nummer dat gespeeld wordt tijdens een concert. Tussen 1975 en 1982 - de rest van de oorspronkelijke bestaansperiode - maakte Johnston geen deel uit van de Doobie Brothers vanwege zijn moeizame ziekteherstel. Vandaar dat drummer Keith Knudsen het nummer zong. Bij het (voorlopige) afscheidsconcert op 11 september 1982 speelde Johnston mee als gastmuzikant in de toegift, maar was hij alleen in China Grove als zanger te horen. Na de reünieconcerten van 1987 maakten de Doobie Brothers een doorstart in de bezetting met Johnston.

## Andere uitvoeringen
Het nummer is gecoverd door de volgende artiesten;
- Sonny & Cher (1973)
- The Isley Brothers (1973)
- De Britse acid-jazz band Brand New Heavies (1997).

### Door The Doobie Brothers
- In 1994 werd een remix van het nummer uitgebracht door producer Steve Rodway onder de naam Motiv8, die in het Verenigd Koninkrijk tot plaats 37 kwam in de hitlijsten.
- Tijdens de coronapandemie in 2020 speelden de bandleden vanuit hun huiskamers een akoestische versie op YouTube. Er kwamen geen drums of elektrische gitaren aan te pas en de nadruk lag op de banjopartij. Na afloop werden kijkers aangemoedigd om geld te doneren aan de voedselbank.

## Hitnoteringen

### Nederlandse Top 40
| Hitnotering week 1 t/m 12: 11-11-1972 t/m 27-01-1973 Hitnotering week 13 t/m 19: 15-02-1975 t/m 29-03-1975 | Hitnotering week 1 t/m 12: 11-11-1972 t/m 27-01-1973 Hitnotering week 13 t/m 19: 15-02-1975 t/m 29-03-1975 | Hitnotering week 1 t/m 12: 11-11-1972 t/m 27-01-1973 Hitnotering week 13 t/m 19: 15-02-1975 t/m 29-03-1975 | Hitnotering week 1 t/m 12: 11-11-1972 t/m 27-01-1973 Hitnotering week 13 t/m 19: 15-02-1975 t/m 29-03-1975 | Hitnotering week 1 t/m 12: 11-11-1972 t/m 27-01-1973 Hitnotering week 13 t/m 19: 15-02-1975 t/m 29-03-1975 | Hitnotering week 1 t/m 12: 11-11-1972 t/m 27-01-1973 Hitnotering week 13 t/m 19: 15-02-1975 t/m 29-03-1975 | Hitnotering week 1 t/m 12: 11-11-1972 t/m 27-01-1973 Hitnotering week 13 t/m 19: 15-02-1975 t/m 29-03-1975 | Hitnotering week 1 t/m 12: 11-11-1972 t/m 27-01-1973 Hitnotering week 13 t/m 19: 15-02-1975 t/m 29-03-1975 | Hitnotering week 1 t/m 12: 11-11-1972 t/m 27-01-1973 Hitnotering week 13 t/m 19: 15-02-1975 t/m 29-03-1975 | Hitnotering week 1 t/m 12: 11-11-1972 t/m 27-01-1973 Hitnotering week 13 t/m 19: 15-02-1975 t/m 29-03-1975 | Hitnotering week 1 t/m 12: 11-11-1972 t/m 27-01-1973 Hitnotering week 13 t/m 19: 15-02-1975 t/m 29-03-1975 | Hitnotering week 1 t/m 12: 11-11-1972 t/m 27-01-1973 Hitnotering week 13 t/m 19: 15-02-1975 t/m 29-03-1975 | Hitnotering week 1 t/m 12: 11-11-1972 t/m 27-01-1973 Hitnotering week 13 t/m 19: 15-02-1975 t/m 29-03-1975 | Hitnotering week 1 t/m 12: 11-11-1972 t/m 27-01-1973 Hitnotering week 13 t/m 19: 15-02-1975 t/m 29-03-1975 | Hitnotering week 1 t/m 12: 11-11-1972 t/m 27-01-1973 Hitnotering week 13 t/m 19: 15-02-1975 t/m 29-03-1975 | Hitnotering week 1 t/m 12: 11-11-1972 t/m 27-01-1973 Hitnotering week 13 t/m 19: 15-02-1975 t/m 29-03-1975 | Hitnotering week 1 t/m 12: 11-11-1972 t/m 27-01-1973 Hitnotering week 13 t/m 19: 15-02-1975 t/m 29-03-1975 | Hitnotering week 1 t/m 12: 11-11-1972 t/m 27-01-1973 Hitnotering week 13 t/m 19: 15-02-1975 t/m 29-03-1975 | Hitnotering week 1 t/m 12: 11-11-1972 t/m 27-01-1973 Hitnotering week 13 t/m 19: 15-02-1975 t/m 29-03-1975 | Hitnotering week 1 t/m 12: 11-11-1972 t/m 27-01-1973 Hitnotering week 13 t/m 19: 15-02-1975 t/m 29-03-1975 | Hitnotering week 1 t/m 12: 11-11-1972 t/m 27-01-1973 Hitnotering week 13 t/m 19: 15-02-1975 t/m 29-03-1975 | Hitnotering week 1 t/m 12: 11-11-1972 t/m 27-01-1973 Hitnotering week 13 t/m 19: 15-02-1975 t/m 29-03-1975 |
| Week | 1 | 2 | 3 | 4 | 5 | 6 | 7 | 8 | 9 | 10 | 11 | 12 | | 13 | 14 | 15 | 16 | 17 | 18 | 19 | |
| --- | --- | --- | --- | --- | --- | --- | --- | --- | --- | --- | --- | --- | --- | --- | --- | --- | --- | --- | --- | --- | --- |
| Positie | 36 | 19 | 15 | 12 | 15 | 19 | 28 | 34 | 31 | 34 | 35 | 36 | uit | 30 | 15 | 9 | 8 | 9 | 17 | 33 | uit |

### Daverende Dertig / Hilversum 3 Top 30 / Nationale Hitparade
| Hitnotering week 1 t/m 11: 28-10-1972 t/m 06-01-1973 Hitnotering week 12 t/m 16: 15-02-1975 t/m 15-03-1975 | Hitnotering week 1 t/m 11: 28-10-1972 t/m 06-01-1973 Hitnotering week 12 t/m 16: 15-02-1975 t/m 15-03-1975 | Hitnotering week 1 t/m 11: 28-10-1972 t/m 06-01-1973 Hitnotering week 12 t/m 16: 15-02-1975 t/m 15-03-1975 | Hitnotering week 1 t/m 11: 28-10-1972 t/m 06-01-1973 Hitnotering week 12 t/m 16: 15-02-1975 t/m 15-03-1975 | Hitnotering week 1 t/m 11: 28-10-1972 t/m 06-01-1973 Hitnotering week 12 t/m 16: 15-02-1975 t/m 15-03-1975 | Hitnotering week 1 t/m 11: 28-10-1972 t/m 06-01-1973 Hitnotering week 12 t/m 16: 15-02-1975 t/m 15-03-1975 | Hitnotering week 1 t/m 11: 28-10-1972 t/m 06-01-1973 Hitnotering week 12 t/m 16: 15-02-1975 t/m 15-03-1975 | Hitnotering week 1 t/m 11: 28-10-1972 t/m 06-01-1973 Hitnotering week 12 t/m 16: 15-02-1975 t/m 15-03-1975 | Hitnotering week 1 t/m 11: 28-10-1972 t/m 06-01-1973 Hitnotering week 12 t/m 16: 15-02-1975 t/m 15-03-1975 | Hitnotering week 1 t/m 11: 28-10-1972 t/m 06-01-1973 Hitnotering week 12 t/m 16: 15-02-1975 t/m 15-03-1975 | Hitnotering week 1 t/m 11: 28-10-1972 t/m 06-01-1973 Hitnotering week 12 t/m 16: 15-02-1975 t/m 15-03-1975 | Hitnotering week 1 t/m 11: 28-10-1972 t/m 06-01-1973 Hitnotering week 12 t/m 16: 15-02-1975 t/m 15-03-1975 | Hitnotering week 1 t/m 11: 28-10-1972 t/m 06-01-1973 Hitnotering week 12 t/m 16: 15-02-1975 t/m 15-03-1975 | Hitnotering week 1 t/m 11: 28-10-1972 t/m 06-01-1973 Hitnotering week 12 t/m 16: 15-02-1975 t/m 15-03-1975 | Hitnotering week 1 t/m 11: 28-10-1972 t/m 06-01-1973 Hitnotering week 12 t/m 16: 15-02-1975 t/m 15-03-1975 | Hitnotering week 1 t/m 11: 28-10-1972 t/m 06-01-1973 Hitnotering week 12 t/m 16: 15-02-1975 t/m 15-03-1975 | Hitnotering week 1 t/m 11: 28-10-1972 t/m 06-01-1973 Hitnotering week 12 t/m 16: 15-02-1975 t/m 15-03-1975 | Hitnotering week 1 t/m 11: 28-10-1972 t/m 06-01-1973 Hitnotering week 12 t/m 16: 15-02-1975 t/m 15-03-1975 | Hitnotering week 1 t/m 11: 28-10-1972 t/m 06-01-1973 Hitnotering week 12 t/m 16: 15-02-1975 t/m 15-03-1975 |
| Week | 1 | 2 | 3 | 4 | 5 | 6 | 7 | 8 | 9 | 10 | 11 | | 12 | 13 | 14 | 15 | 16 | |
| --- | --- | --- | --- | --- | --- | --- | --- | --- | --- | --- | --- | --- | --- | --- | --- | --- | --- | --- |
| Positie | 27 | 22 | 19 | 15 | 9 | 9 | 7 | 10 | 16 | 22 | 30 | uit | 21 | 14 | 9 | 10 | 15 | uit |

### NPO Radio 2 Top 2000
| Nummer met noteringen in de NPO Radio 2 Top 2000 | '99 | '00 | '01 | '02 | '03 | '04 | '05 | '06 | '07 | '08 | '09 | '10 | '11 | '12  | '13 | '14 | '15  | '16  | '17 | '18  | '19  | '20 | '21  | '22  | '23  | '24 |
| ------------------------------------------------ | --- | --- | --- | --- | --- | --- | --- | --- | --- | --- | --- | --- | --- | ---- | --- | --- | ---- | ---- | --- | ---- | ---- | --- | ---- | ---- | ---- | --- |
| Listen to the Music                              | 385 | 425 | 408 | 361 | 531 | 585 | 477 | 429 | 504 | 471 | 727 | 641 | 821 | 1170 | 901 | 962 | 1055 | 1016 | 840 | 1062 | 1050 | 893 | 1017 | 1162 | 1260 | 977 |

1. ↑  Een vetgedrukt getal geeft de hoogste notering aan.